# Gascueña de Bornova
Gascueña de Bornova è un comune spagnolo di 39 abitanti situato nella comunità autonoma di Castiglia-La Mancia.